# Liste der Stolpersteine in Wermelskirchen
Die Liste der Stolpersteine in Wermelskirchen enthält die Stolpersteine, die im Rahmen des gleichnamigen Kunst-Projekts von Gunter Demnig in Wermelskirchen verlegt wurden. Mit ihnen soll an die Opfer des Nationalsozialismus erinnert werden, die in Wermelskirchen lebten und wirkten.

## Liste der Stolpersteine
| Name                 | Adresse                                 | Bild | Inschrift | Verlegedatum | Biografie und Anmerkungen |
| -------------------- | --------------------------------------- | --- | --- | ------------ | ------------------------- |
| Paul Kremer          | Altenberger Straße 75 (Dabringhausen) · | Bild gesucht Der Benutzer GeorgDerReisende ( Diskussion ) wünscht sich an dieser Stelle ein Bild vom Ort mit diesen Koordinaten 51.092212 7.189171 . Motiv: Stolperstein für Paul Kremer, die Lage und das Haus Falls du dabei helfen möchtest, erklärt die Anleitung , wie das geht. BW       | Hier wohnte Paul Kremer ... |              |                           |
| Ludwig Bischoff      | Berliner Straße 112 ·                   | Bild gesucht Der Benutzer GeorgDerReisende ( Diskussion ) wünscht sich an dieser Stelle ein Bild vom Ort mit diesen Koordinaten 51.144879 7.228729 . Motiv: Stolperstein für Ludwig Bischoff, die Lage und das Haus Falls du dabei helfen möchtest, erklärt die Anleitung , wie das geht. BW   | Hier wohnte Ludwig Bischoff ... |              |                           |
| Ernst Fastenrath     | Berufsschulstraße 3 ·                   | Bild gesucht Der Benutzer GeorgDerReisende ( Diskussion ) wünscht sich an dieser Stelle ein Bild vom Ort mit diesen Koordinaten 51.138459 7.217797 . Motiv: Stolperstein für Ernst Fastenrath, die Lage und das Haus Falls du dabei helfen möchtest, erklärt die Anleitung , wie das geht. BW  | Hier wohnte Ernst Fastenrath ... |              |                           |
| Dr. Moritz Kurt Wohl | Eich 42 ·                               | | Hier wohnte Dr. Moritz Kurt Wohl 25.03.1876 1940 Flucht nach niederlän– disch–Indien dort Lagerhaft Rückkehr nach Wermelskirchen Mai 1957 |              |                           |
| August Schumacher    | Hilfringhauser Straße 45 ·              | Bild gesucht Der Benutzer GeorgDerReisende ( Diskussion ) wünscht sich an dieser Stelle ein Bild vom Ort mit diesen Koordinaten 51.130375 7.215406 . Motiv: Stolperstein für August Schumacher, die Lage und das Haus Falls du dabei helfen möchtest, erklärt die Anleitung , wie das geht. BW | Hier wohnte August Schumacher ... |              |                           |
| Anna Kahn            | Kölner Straße 2 ·                       | | Hier wohnte Anna Kahn geb. Hes Jg. 1894 deportiert ermordet am 27.11.1942 im KZ Auschwitz                                                 |              |                           |
| Edith Kahn           | Kölner Straße 2 ·                       | | Hier wohnte Edith Kahn Jg. 1924 deportiert ermordet am 31.12.1942 im KZ Auschwitz                                                         |              |                           |
| Ester Ilse Kahn      | Kölner Straße 2 ·                       | | Hier wohnte Ester Ilse Kahn Jg. 1923 deportiert ermordet am 28.8.1943 im KZ Auschwitz                                                     |              |                           |
| Hugo Paul            | Schwanen 28 ·                           | | Hier wohnte Hugo Paul Jg. 1905 KZ-Haft 1933–1939 1943–Mai 1945                                                                            |              |                           |
| Friedrich Brosius    | Wielstraße 16 ·                         | Bild gesucht Der Benutzer GeorgDerReisende ( Diskussion ) wünscht sich an dieser Stelle ein Bild vom Ort mit diesen Koordinaten 51.133063 7.210264 . Motiv: Stolperstein für Friedrich Brosius, die Lage und das Haus Falls du dabei helfen möchtest, erklärt die Anleitung , wie das geht. BW | Hier wohnte Friedrich Brosius ... |              |                           |